# Diest

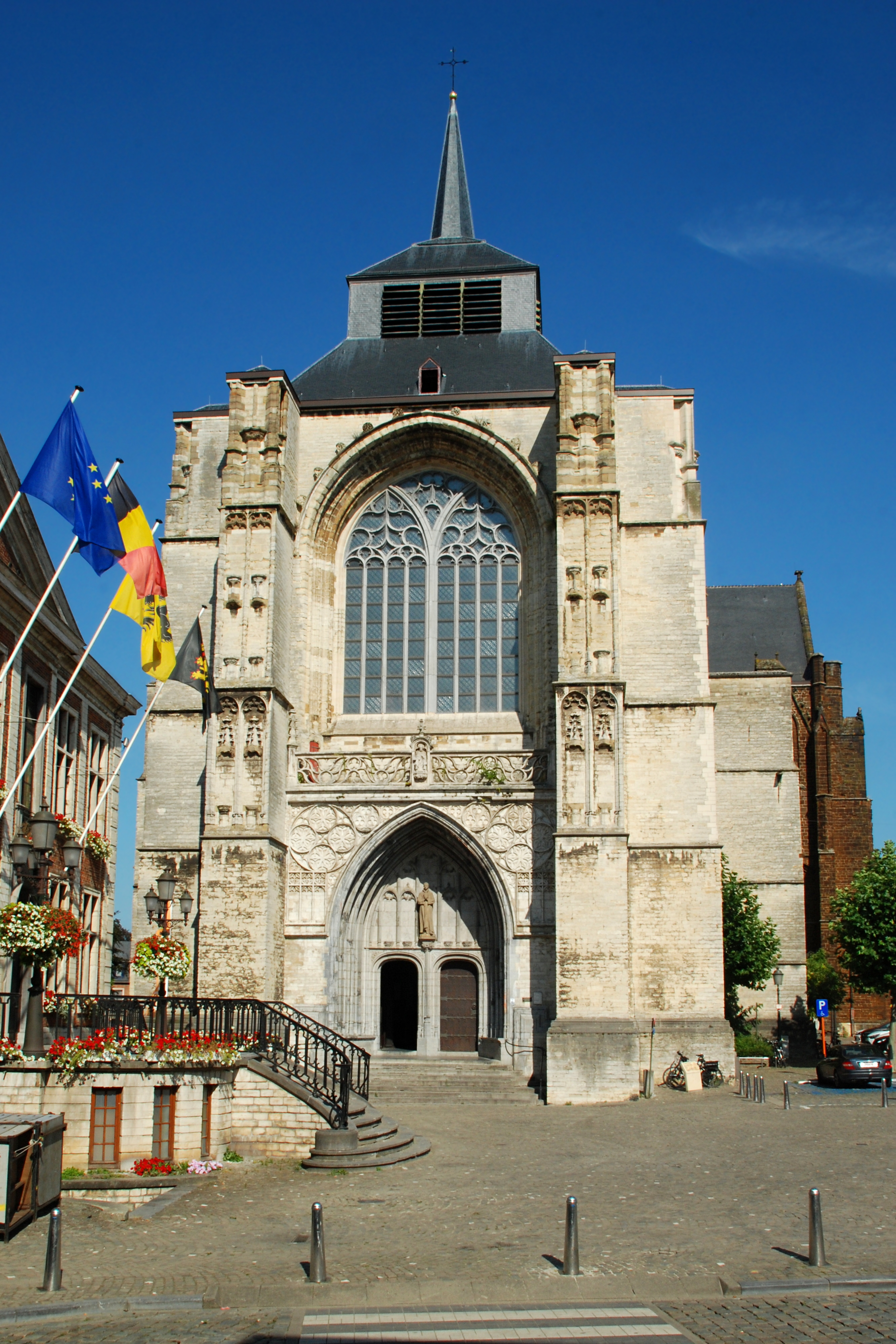
Sint-Sulpitiuskerk

Diest is een stad in de Belgische provincie Vlaams-Brabant. Het is gelegen aan de Demer op de grens van het Hageland en de Kempen. De gemeente grenst in het oosten aan de provincie Limburg. Het stadscentrum gaat terug tot in de middeleeuwen. Diest is een Oranjestad door de historische band met het huis Nassau.

## Geschiedenis

### Oudheid
Hoewel het moeilijk te bepalen is wanneer de eerste mensen zich in Diest bevinden, vindt men tal van gebruiksvoorwerpen uit het neolithicum (3000 tot 1500 voor Christus) in de bodem terug.
In de IJzertijd, de tijd van de Kelten in de streek, vinden de naam Diest en Demer hun oorsprong. De Indo-Germaanse stam "Dheus", hetgeen goddelijk of heilig betekent, en het achtervoegsel "-t", hetgeen nederzetting betekent, vormen Diest. Demer zou afkomstig zijn van het woord "tam", hetgeen donker betekent, en "ara", hetgeen water betekent. Opmerkelijk is het feit dat de bijrivieren van de Demer met hun naam ook verwijzen naar de donkere kleur van het water, het Zwartwater en de Zwartebeek.

### Middeleeuwen
Diest was een graafschap van het Karolingische rijk. De stad dankte haar groei aan haar gunstige ligging: Diest lag langs de handelsweg Brugge-Keulen en aan de rivier de Demer.
In 1229 kreeg Diest stadsrechten van hertog Hendrik I van Brabant.
In de 14e en 15e eeuw leefden de inwoners in grote welstand door een drukbezochte landbouwmarkt, graan- en veemarkten, maar vooral door de lakennijverheid en -handel. Het Diestse laken was op bijna alle grote West-Europese markten te koop. Willem II van Diest, telg uit het Brabants adellijk geslacht Diest, was bisschop in Straatsburg van 1393 tot 1439.

### Oranje-Nassau
Diest behoorde toe aan Maria van Loon-Heinsberg, die afstamde van de graven van Loon. Na haar huwelijk in 1440 met Jan IV van Nassau werd Diest deel van het graafschap Nassau-Dillenburg. In 1499 kwam Diest door ruil in het bezit van Engelbrecht II van Nassau, graaf van Nassau. Van zijn blijde intrede is een uitgebreide beschrijving bewaard. Een van zijn opvolgers, René van Chalon, voerde ook de titel Prins van Oranje. Zo bleef Diest bezit van het huis Oranje-Nassau tot 1795, toen de Zuidelijke Nederlanden bij Frankrijk werden aangehecht. De oudste zoon van Willem van Oranje, Filips Willem, ligt er begraven in de Sint-Sulpitiuskerk. Heden ten dage voert koning Willem-Alexander der Nederlanden nog steeds de adellijke titel Baron van Diest (zie Titels Nederlandse koninklijke familie).

### Belegeringen
Door haar ligging bij de Demer, op de grens van het hertogdom Brabant en het prinsbisdom Luik en de connecties met Oranje-Nassau werd de stad vaak belegerd, geplunderd en verwoest. In 1572 nam Willem van Oranje Diest in tijdens zijn tweede invasie, maar nog in hetzelfde jaar kreeg Don Frederik de stad weer in handen. In 1635 bezetten de Republiek der Verenigde Nederlanden en Frankrijk de stad, met de bedoeling de Zuidelijke Nederlanden onder elkaar te verdelen, maar dit mislukte. Tussen 1701 en 1705 kreeg Diest te maken met Franse, Staatse en Spaanse bezetting.

### Oostenrijk en Frankrijk
Onder de Oostenrijkers (1713-1790) herstelde de stad zich. Er werd weer volop handel gedreven en bier gebrouwen. Ook hier was de Habsburgse monarchie niet populair en zagen velen de Fransen in 1792 als bevrijders. Zij gingen nog veel verder dan de Oostenrijkers met de repressie van het katholicisme, het invoeren van de conscriptie en het afschaffen van het ancien régime. Als gevolg hiervan brak de Boerenkrijg uit in 1798.
Het boerenleger bezette vier dagen de stad die de Fransen omsingeld hielden. Het grootste deel van het boerenleger kon via een noodbrug over de Demer ontsnappen en het onverdedigde stadje werd nog maar eens, ditmaal door de Sansculotten, geplunderd.

### 19e en 20e eeuw
Tussen 1815 en 1830 volgde de Nederlandse periode. Tussen 1837 en 1853 werd Diest voorzien van nieuwe wallen en versterkingen. Deze fortificaties waren al verouderd bij het uitbreken van de Eerste Wereldoorlog.
Pas in 1929 kreeg de stad zeggenschap over de vroegere fortificaties. Tijdens de Tweede Wereldoorlog werd een groot deel van het nog resterende gedeelte afgebroken. Beide wereldoorlogen veroorzaakten in Diest geen grote schade.
De Citadel van Diest huisvestte tijdens de Tweede Wereldoorlog een opleidingsschool van het Nationalsozialistische Kraftfahrkorps (NSKK), een paramilitaire vervoerorganisatie van de Duitse nazipartij. Niet alleen Vlaamse, maar ook Nederlandse vrijwilligers werden er opgeleid tot chauffeur of bijrijder.
Van 1953 tot 2011 was het Eerste Bataljon Parachutisten gevestigd in de citadel.
Op 1 januari 1971 werd de gemeente Webbekom opgeheven en bij Diest gevoegd. Op 1 januari 1977 fuseerde Diest met Deurne, Kaggevinne, Molenstede en Schaffen.

## Geografie
De gemeente telt naast Diest zelf nog volgende deelgemeenten:
| # | Naam       | Opp. (km²) | Inwoners (2020) | Inwoners per km² | NIS-code |
| - | ---------- | ---------- | --------------- | ---------------- | -------- |
| 1 | Deurne     | 6,51       | 2.175           | 334              | 24020F   |
| 2 | Kaggevinne | 4,22       | 2.377           | 563              | 24020C   |
| 3 | Molenstede | 12,05      | 3.382           | 281              | 24020D   |
| 4 | Schaffen   | 22,21      | 4.970           | 224              | 24020E   |
| 5 | Webbekom   | 10,44      | 2.485           | 238              | 24020B   |

### Aangrenzende gemeenten
| Aangrenzende gemeenten | Aangrenzende gemeenten | Aangrenzende gemeenten | Aangrenzende gemeenten | Aangrenzende gemeenten |
| ---------------------- | ---------------------- | ---------------------- | ---------------------- | ---------------------- |
| Zichem                 |                        | Tessenderlo (Limb)     |                        | Beringen (Limb)        |
|                        |                        |                        |                        |                        |
| Scherpenheuvel         | Lummen (Limb)          |                        |                        |                        |
|                        |                        |                        |                        |                        |
| Bekkevoort             |                        | Kortenaken             |                        | Halen (Limb)           |

## Bezienswaardigheden

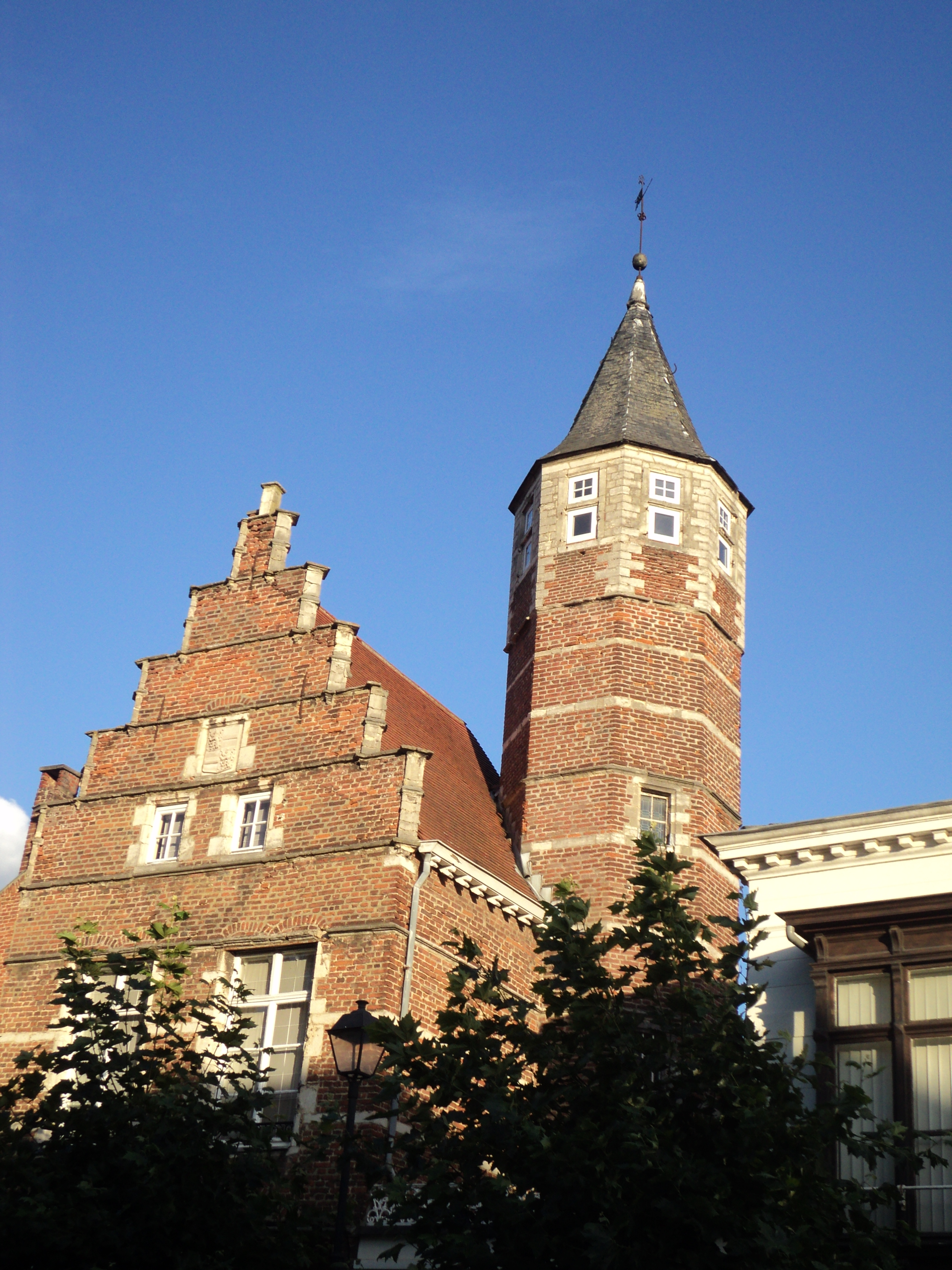
Hof van Nassau

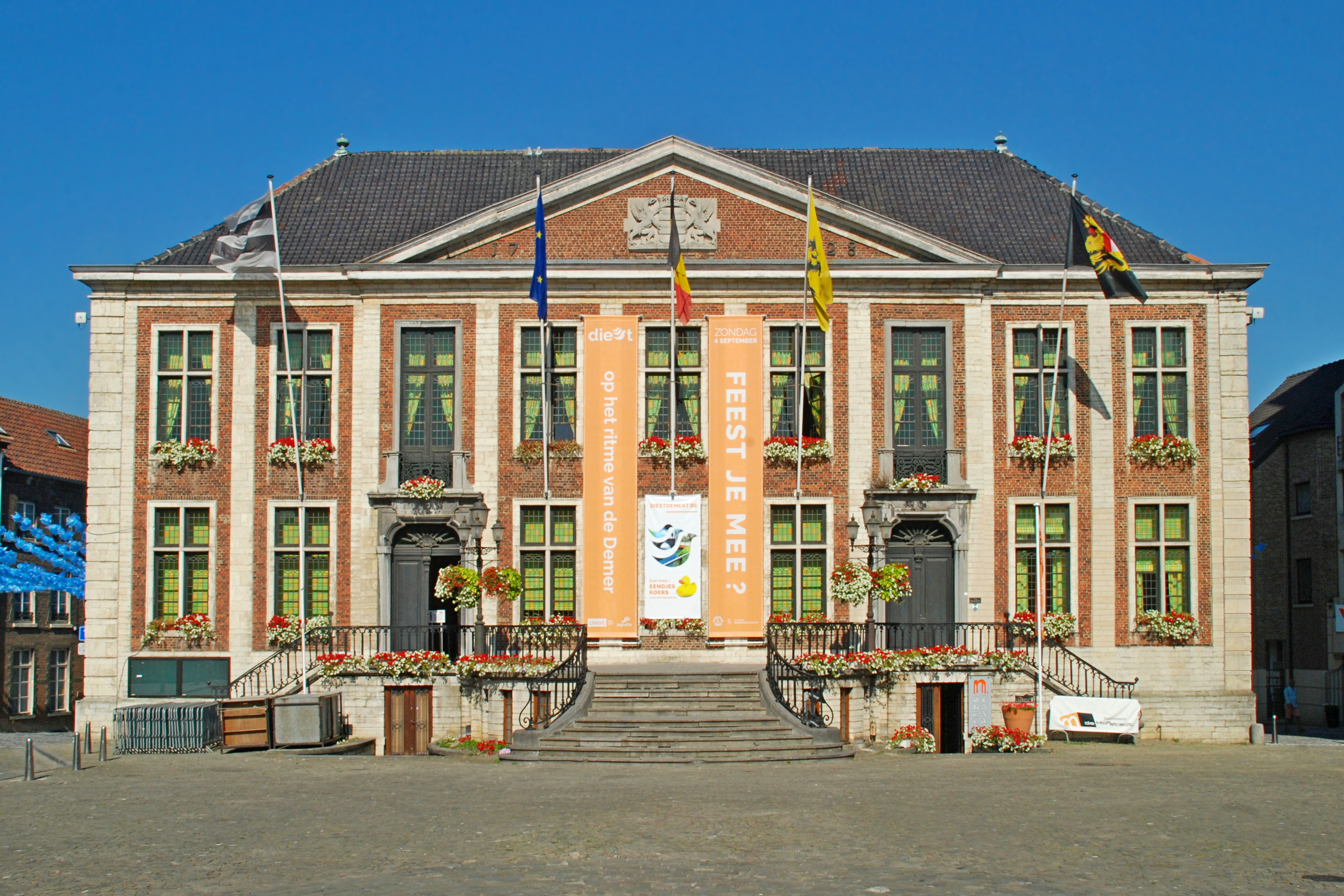
Stadhuis met Stadsmuseum De Hofstadt

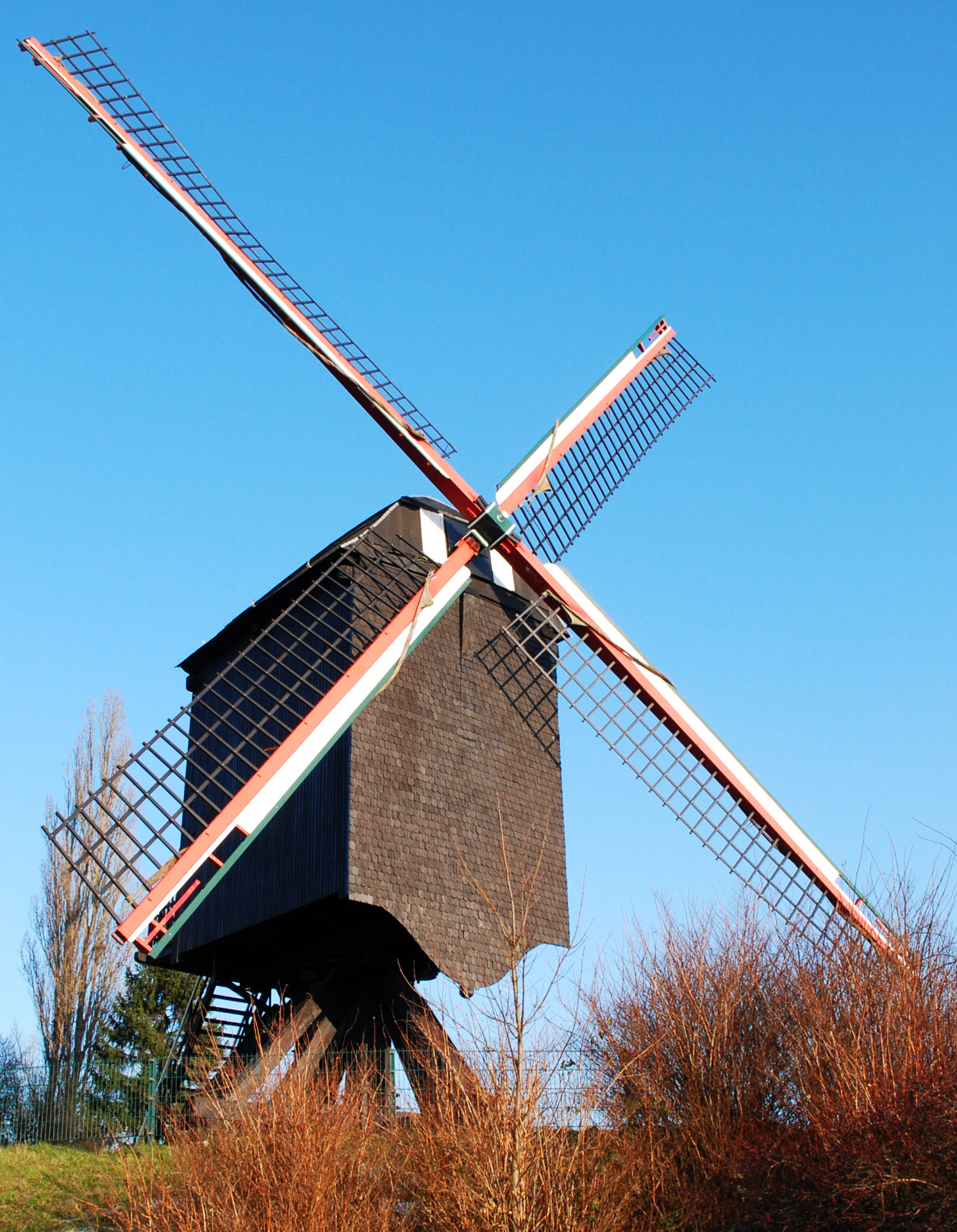
Lindenmolen

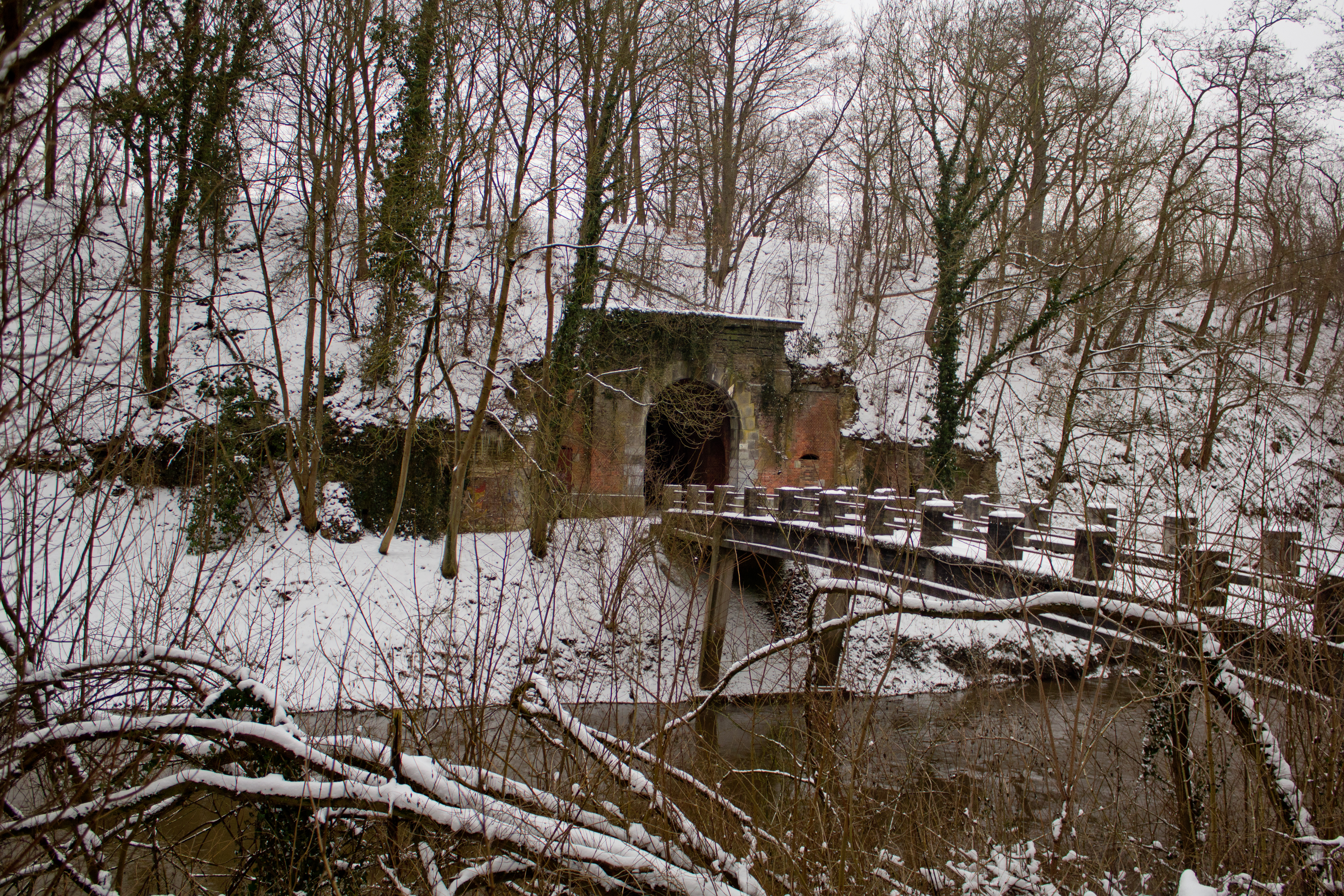
Schaffense Poort, Vestingwerken van Diest

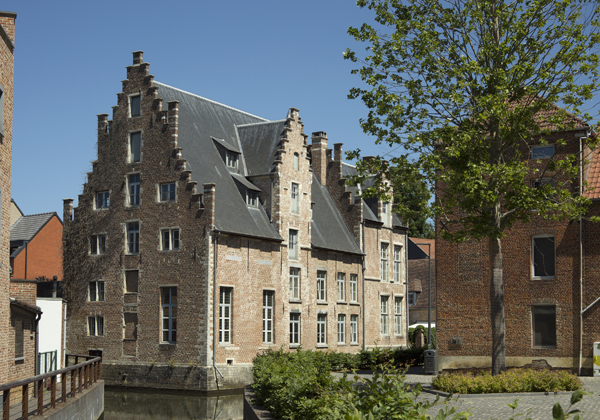
Refugehuis Het Spijker

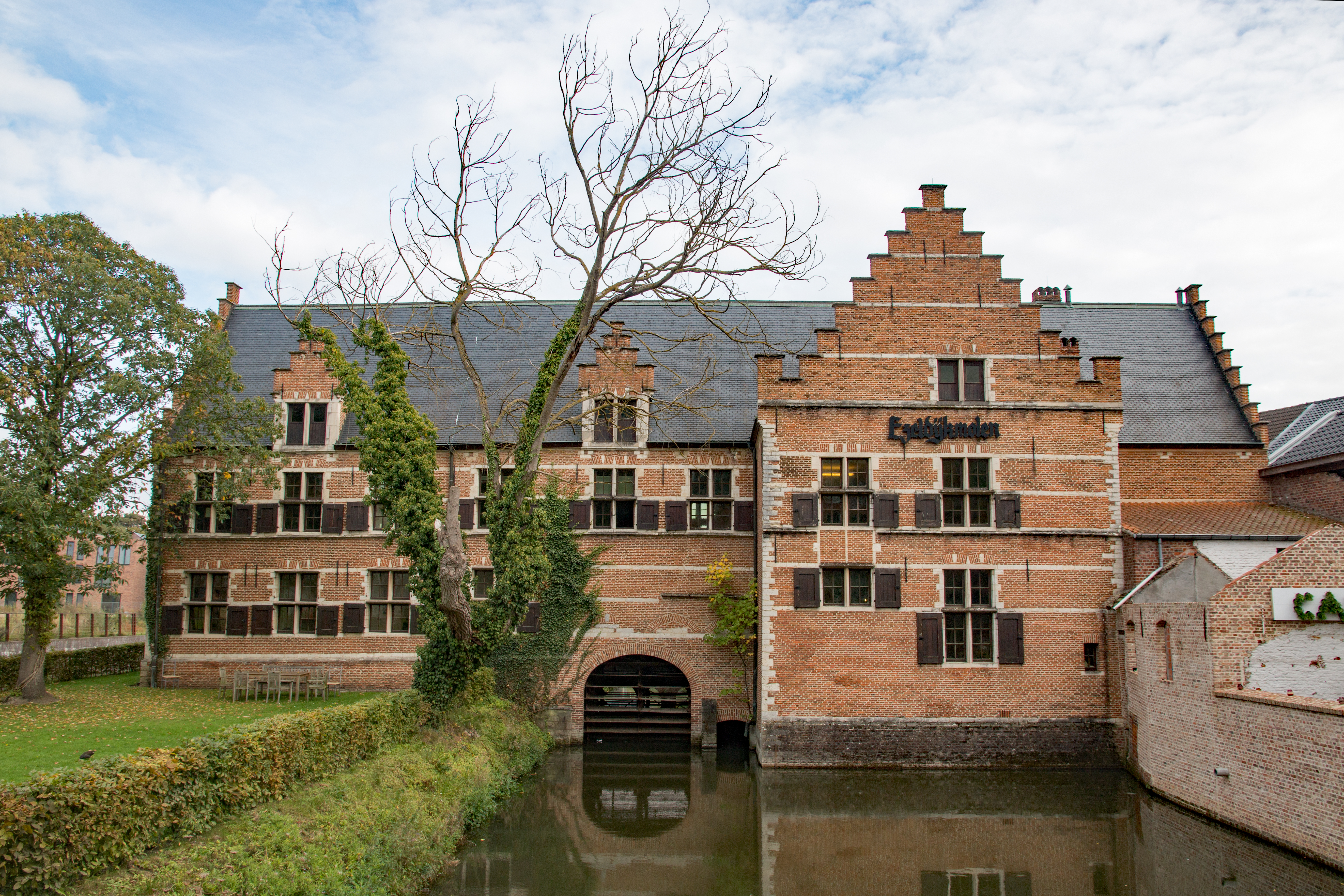
Ezeldijkmolen

- De Gasthuisapotheek van het Sint-Elisabethgasthuis
- De Sint-Sulpitiuskerk
- De Onze-Lieve-Vrouwekerk
- De Sint-Janskerk
- De Kruisherenkerk of Sint-Barbarakerk
- Het Stadsmuseum De Hofstadt, in de kelders van het stadhuis
- De Lakenhal
- Het Begijnhof van Diest (UNESCO-werelderfgoed)
- De Allerheiligenkapel
- De Onze-Lieve-Vrouw-van-Bijstandkapel
- Het Cellebroedersklooster
- Het Bogaardenklooster
- Het Grauwzustersklooster
- De vestingwerken van Diest, waaronder de citadel, het Leopoldfort en de Schaffense Poort
- Het Hof van Nassau nabij het Warandepark
- Refugehuis Het Spijker
- Het Refugehuis van Averbode
- Het Refugehuis De Witte Engel
- Het Refugehuis van de abdij van Rothem
- Het Refugehuis van de Oratorianen van Scherpenheuvel
- Het Refugehuis van de Teutoonse Orde
- Oude huizen zoals In de Palmboom en De Drie Kronen (Koning Albertstraat), Het Dambord (hoek Ketelstraat en Schotelstraat), De Fortuyn (Felix Moonsstraat) en De Roskam (hoek Allerheiligenberg en Egide Alenusstraat)
- De Ezeldijkmolen op de Demer
- De Lindenmolen, op de stadswallen
- Het Monument aan de Weerstand
- Het zwembad, oorspronkelijk het paviljoen van chocoladefabrikant Jacques op Expo 58
- Een geklasseerde zomerlinde als kruispuntboom.

## Natuur en landschap
Diest ligt op de grens van Hageland en de Zuiderkempen. Ten noorden van Diest stroomt het Zwart Water en in Diest stroomt de Demer. De stad ligt op een hoogte van ongeveer 28 meter. In de omgeving vindt men enkele getuigenheuvels. Ten oosten van de kerk ligt het natuurgebied Webbekoms Broek.

## Demografische ontwikkeling

### Demografische evolutie voor de fusie
- Bronnen:NIS, Opm:1831 tot en met 1970=volkstellingen; 1976 = inwonertal op 31 december

### Demografische ontwikkeling van de fusiegemeente
Alle historische gegevens hebben betrekking op de huidige gemeente, inclusief deelgemeenten, zoals ontstaan na de fusie van 1 januari 1977.
Bronnen: NIS; Opmerking: 1831 tot en met 1981=volkstellingen, 1990 en later= inwonertal op 1 januari
| Inwoners van jaar tot jaar op 1 januari 1992 tot heden | Inwoners van jaar tot jaar op 1 januari 1992 tot heden | Inwoners van jaar tot jaar op 1 januari 1992 tot heden |
| jaar                                                   | Aantal                                                 | Evolutie: 1992=index 100                               |
| ------------------------------------------------------ | ------------------------------------------------------ | ------------------------------------------------------ |
| 1992                                                   | 21.496                                                 | 100,0                                                  |
| 1993                                                   | 21.506                                                 | 100,0                                                  |
| 1994                                                   | 21.579                                                 | 100,4                                                  |
| 1995                                                   | 21.636                                                 | 100,7                                                  |
| 1996                                                   | 21.825                                                 | 101,5                                                  |
| 1997                                                   | 21.894                                                 | 101,9                                                  |
| 1998                                                   | 21.938                                                 | 102,1                                                  |
| 1999                                                   | 22.046                                                 | 102,6                                                  |
| 2000                                                   | 22.132                                                 | 103,0                                                  |
| 2001                                                   | 22.249                                                 | 103,5                                                  |
| 2002                                                   | 22.312                                                 | 103,8                                                  |
| 2003                                                   | 22.383                                                 | 104,1                                                  |
| 2004                                                   | 22.491                                                 | 104,6                                                  |
| 2005                                                   | 22.551                                                 | 104,9                                                  |
| 2006                                                   | 22.740                                                 | 105,8                                                  |
| 2007                                                   | 22.845                                                 | 106,3                                                  |
| 2008                                                   | 23.020                                                 | 107,1                                                  |
| 2009                                                   | 23.069                                                 | 107,3                                                  |
| 2010                                                   | 23.048                                                 | 107,2                                                  |
| 2011                                                   | 23.150                                                 | 107,7                                                  |
| 2012                                                   | 23.259                                                 | 108,2                                                  |
| 2013                                                   | 23.271                                                 | 108,3                                                  |
| 2014                                                   | 23.219                                                 | 108,0                                                  |
| 2015                                                   | 23.429                                                 | 109,0                                                  |
| 2016                                                   | 23.538                                                 | 109,5                                                  |
| 2017                                                   | 23.612                                                 | 109,8                                                  |
| 2018                                                   | 23.824                                                 | 110,8                                                  |
| 2019                                                   | 23.998                                                 | 111,6                                                  |
| 2020                                                   | 24.234                                                 | 112,7                                                  |
| 2021                                                   | 24.370                                                 | 113,4                                                  |
| 2022                                                   | 24.516                                                 | 114,0                                                  |
| 2023                                                   | 24.677                                                 | 114,8                                                  |
| 2024                                                   | 24.951                                                 | 116,2                                                  |
| 2025                                                   | 25.141                                                 | 117,0                                                  |

## Sport
KFC Diest was een voetbalploeg uitkomend in de nationale reeksen en speelde vroeger in de eerste klasse van België. In 2025 verdween de club.
Diest kent ook twee voetbalclubs gelegen in de deelgemeenten die uitkomen in de provinciale reeksen: SK Deurne en Sparta Schaffen.
De atletiekclub ROBA heeft een kern gelegen in Diest.
De Koninklijke Tennisclub is een tennisclub gelegen in Diest.
Het Stedelijk Sportstadion De Warande is gebouwd in 1946 en biedt plaats voor 8000 toeschouwers. Het was de thuisbasis van voetbalclub KFC Diest en de Diestse Atletiekclub.

## Cultuur en vrije tijd

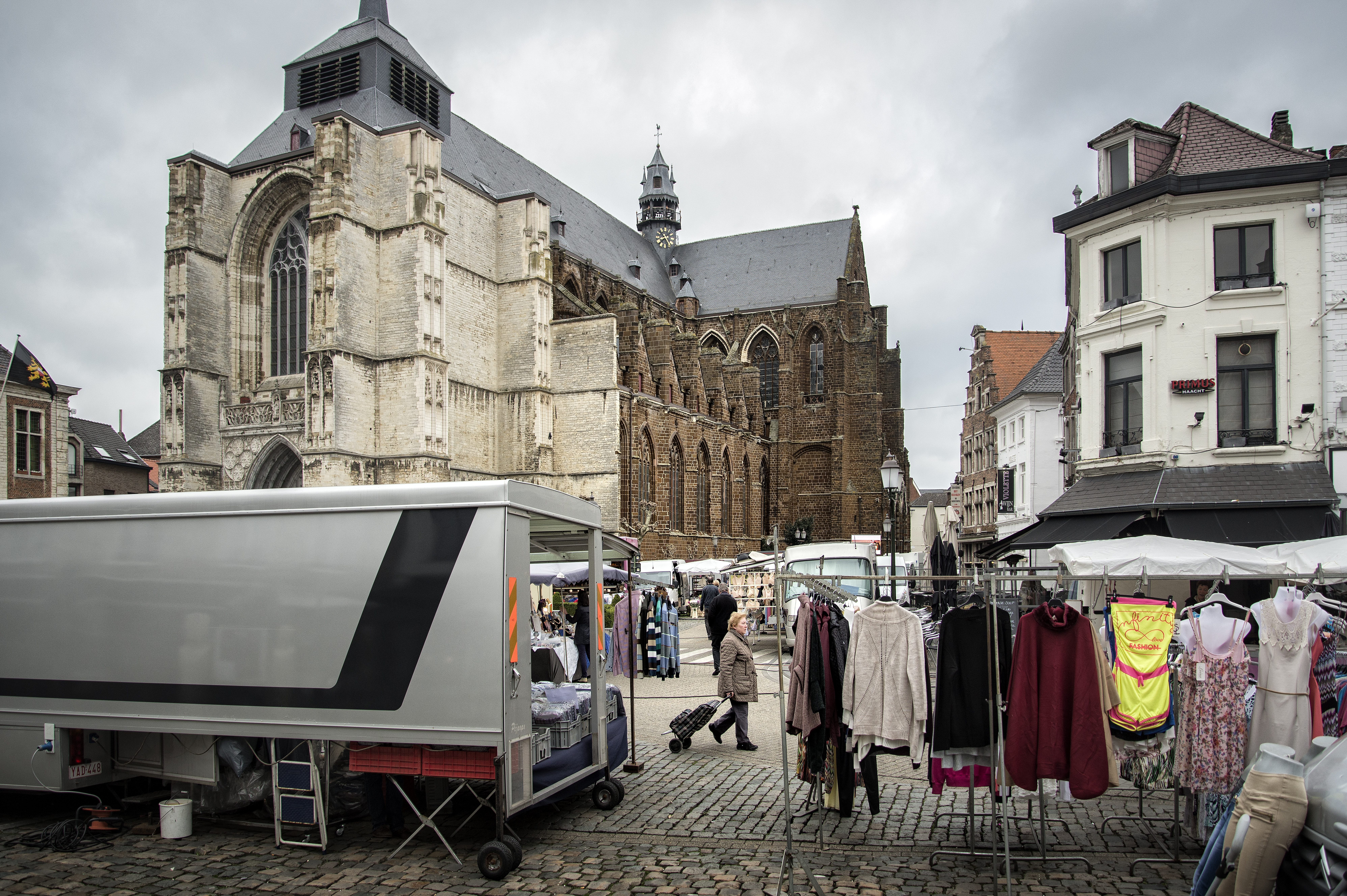
Grote Markt met Sint-Sulpitiuskerk, de wekelijkse markt op woensdag.

In Diest bevindt zich het cultureel centrum Den Amer, waar onder andere veel professionele theatergezelschappen optreden bij hun tournees. Nabij het Webbekoms Broek bevindt zich het Provinciaal Recreatiedomein De Halve Maan.

### Evenementen
- 's Woensdags is er op de Grote Markt en in de Koning Albertstraat van 8 uur tot 12.30 uur een markt.
- Elke eerste zondag van de maand is er boekenbeurs op het Begijnhof.
- Op Hemelvaartsdag gaat er op het Begijnhof een antiek- en curiosamarkt door.
- Op 1 november jaarmarkt en Allerheiligenbegankenis.
- Op 11 november opendeurdag van het Fort Leopold.

## Politiek

### Burgemeesters
| Periode | Periode     | Burgemeester                    |
| ------- | ----------- | ------------------------------- |
|         | ca. 1600    | Adriaan van den Hove            |
|         | ...         |                                 |
|         | 1800 - 1809 | Jean Joseph Adam Cantillion     |
|         | 1809 - 1817 | Rochus-Felix Tielens            |
|         | 1817 - 1826 | Guillaume François van den Hove |
|         | 1826 - 1830 | Henri van den Hove              |
|         | 1830 - 1836 | Jan Schenaerts                  |
|         | 1836 - 1843 | Jean André François Cantillion  |
|         | 1843 - 1849 | Louis Smackers (Katholiek)      |
|         | 1849 - 1867 | Jean-Henri Peeters-Lowet (LP)   |
|         | 1867 - 1904 | Michel Theys (LP)               |
|         | 1904        | Peters (dienstdoend)            |
|         | 1904 - 1920 | Eduard Robeyns (Kath. Partij)   |
|         | 1921 - 1926 | Oscar Nihoul                    |

| Periode | Periode      | Burgemeester                               |
| ------- | ------------ | ------------------------------------------ |
|         | 1927 - 1940  | Egide Alenus (Kath. Partij)                |
|         | 1940 - 1941  | Eggen (dienstdoend)                        |
|         | 1941 - 1944  | Jules Vertessen (VNV, oorlogsburgemeester) |
|         | 1944 - 1946  | Fernand Hermans (CVP)                      |
|         | 1946 - 1955  | Omer Vanaudenhove (LP)                     |
|         | 1955 - 1958  | Louis Grootjans (LP, dienstdoend)          |
|         | 1958 - 1963  | Gérard Hanssen (PVV)                       |
|         | 1964 - 1976  | Gilbert Cluckers (CVP)                     |
|         | 1976 - 1978  | Omer Vanaudenhove (PVV)                    |
|         | 1979 - 1988  | Jean Van de Kerckhof (PVV)                 |
|         | 1989 - 2000  | Hugo Marsoul (CVP)                         |
|         | 2001 - 2006  | Tony Smets (VLD)                           |
|         | 2007 - 2018  | Jan Laurys (DDS)                           |
|         | 2019 - 2024  | Christophe De Graef (Open Diest)           |
|         | 2024 - heden | Geert Cluckers (DDS)                       |

### Gemeentebestuur

#### 2013-2018
Het college van burgemeester en schepenen bestond uit de burgemeester en 7 schepenen. Burgemeester was Jan Laurys (DDS). De coalitie bestond uit DDS en sp.a-Groen. Samen vormden ze de meerderheid met 14 op 27 zetels. Voorzitter van de gemeenteraad was Jan Laurys (DDS) (2007-2018).

#### 2019-2024
Het college van burgemeester en schepenen bestond uit de burgemeester en 6 schepenen. Burgemeester was Christophe De Graef (Open Diest). De coalitie bestond uit DDS en Open Diest. Samen vormden ze de meerderheid met 16 op 27 zetels. Voorzitter van de gemeenteraad was Erwin Jennes (DDS) (2019-2024).

#### 2024-2030
Het college van burgemeester en schepenen bestaat uit de burgemeester en 6 schepenen. De burgemeester is Geert Cluckers (DDS). De coalitie bestaat uit DDS, N-VA en Groen. Samen vormen ze de meerderheid met 14 op 27 zetels. De voorzitter van de gemeenteraad is Caroline Verstreken (DDS).

### Resultaten gemeenteraadsverkiezingen sinds 1976
| Partij of kartel     | Partij of kartel                                    | 10-10-1976 | 10-10-1976 | 10-10-1982 | 10-10-1982 | 9-10-1988 | 9-10-1988 | 9-10-1994 | 9-10-1994 | 8-10-2000 | 8-10-2000 | 8-10-2006 | 8-10-2006 | 14-10-2012 | 14-10-2012 | 14-10-2018 | 14-10-2018 | 13-10-2024 | 13-10-2024 |
| Stemmen / Zetels     | Stemmen / Zetels                                    | %          | 25         | %          | 27         | %         | 27        | %         | 27        | %         | 27        | %         | 27        | %          | 27         | %          | 27         | %          | 27         |
| -------------------- | --------------------------------------------------- | ---------- | ---------- | ---------- | ---------- | --------- | --------- | --------- | --------- | --------- | --------- | --------- | --------- | ---------- | ---------- | ---------- | ---------- | ---------- | ---------- |
|                      | Agalev1/ Groen!2/ sp.a-GroenB/ Groen3               | -          |            | -          |            | 3,461     | 0         | 3,661     | 0         | 4,251     | 0         | 5,22      | 0         | 20,47B     | 6          | 9,73       | 2          | 6,43       | 1          |
|                      | SP1/ sp.a.ok2/ sp.a-GroenB/ sp.a3/ Iedereen DiestB  | 19,471     | 5          | 25,941     | 7          | 23,221    | 7         | 22,31     | 7         | 19,381    | 5         | 25,842    | 7         | 20,47B     | 6          | 18,53      | 5          | 32,2B      | 10         |
|                      | PVV1/ VLD2/ Open Vld3/ Open Diest4/ Iedereen DiestB | 42,321     | 12         | 38,451     | 11         | 19,961    | 5         | 28,322    | 10        | 34,112    | 11        | 23,562    | 7         | 18,693     | 5          | 26,34      | 8          | 32,2B      | 10         |
|                      | CVP1/ Diest, Democratie en Solidariteit2            | 27,291     | 7          | 25,891     | 7          | 29,351    | 9         | 24,712    | 8         | 262       | 8         | 30,762    | 9         | 26,992     | 8          | 24,62      | 8          | 28,12      | 9          |
|                      | VU1/ VU&ID2/ N-VA3                                  | 8,461      | 1          | 9,731      | 2          | 6,281     | 1         | 4,11      | 0         | 3,252     | 0         | -         |           | 23,373     | 7          | 12,83      | 3          | 14,03      | 4          |
|                      | Vlaams Blok1/ Vlaams Belang2                        | -          |            | -          |            | -         |           | 7,541     | 1         | 11,361    | 3         | 14,642    | 4         | 7,222      | 1          | 8,12       | 1          | 9,12       | 2          |
|                      | NU                                                  | -          |            | -          |            | -         |           | -         |           | -         |           | -         |           | -          |            | -          |            | 6,2        | 1          |
|                      | PVDA                                                | -          |            | -          |            | -         |           | -         |           | -         |           | -         |           | -          |            | -          |            | 3,9        | 0          |
|                      | TROUW                                               | -          |            | -          |            | -         |           | 7,07      | 1         | -         |           | -         |           | -          |            | -          |            | -          |            |
|                      | VVD                                                 | -          |            | -          |            | 17,72     | 5         | -         |           | -         |           | -         |           | -          |            | -          |            | -          |            |
| Anderen(*)           | Anderen(*)                                          | 2,45       | 0          | -          |            | -         |           | 2,29      | 0         | 1,65      | 0         | -         |           | 3,26       | 0          | -          |            | -          |            |
| Totaal stemmen       | Totaal stemmen                                      | 13999      | 13999      | 14916      | 14916      | 15496     | 15496     | 15500     | 15500     | 16318     | 16318     | 12272     | 12272     | 16979      | 16979      | 17268      | 17268      | 12021      | 12021      |
| Opkomst %            | Opkomst %                                           |            |            |            |            | 95,13     | 95,13     | 94,07     | 94,07     | 94,32     | 94,32     | 95,37     | 95,37     | 92,32      | 92,32      | 92,6       | 92,6       | 62,2       | 62,2       |
| Blanco en ongeldig % | Blanco en ongeldig %                                | 2,61       | 2,61       | 4,49       | 4,49       | 4,39      | 4,39      | 4,98      | 4,98      | 3,76      | 3,76      | 4,08      | 4,08      | 4,67       | 4,67       | 4,3        | 4,3        | 1,4        | 1,4        |

De zetels van de gevormde meerderheid staan vetjes afgedrukt. De grootste partij is in kleur.

De rode cijfers naast de gegevens duiden aan onder welke naam de partijen telkens bij een verkiezing opkwamen.

(*) 1976: PVDA (0,73%), DVP (1,72%) / 1994: LISA / 2000: Vivant / 2012: D EN D 

## Bekende inwoners

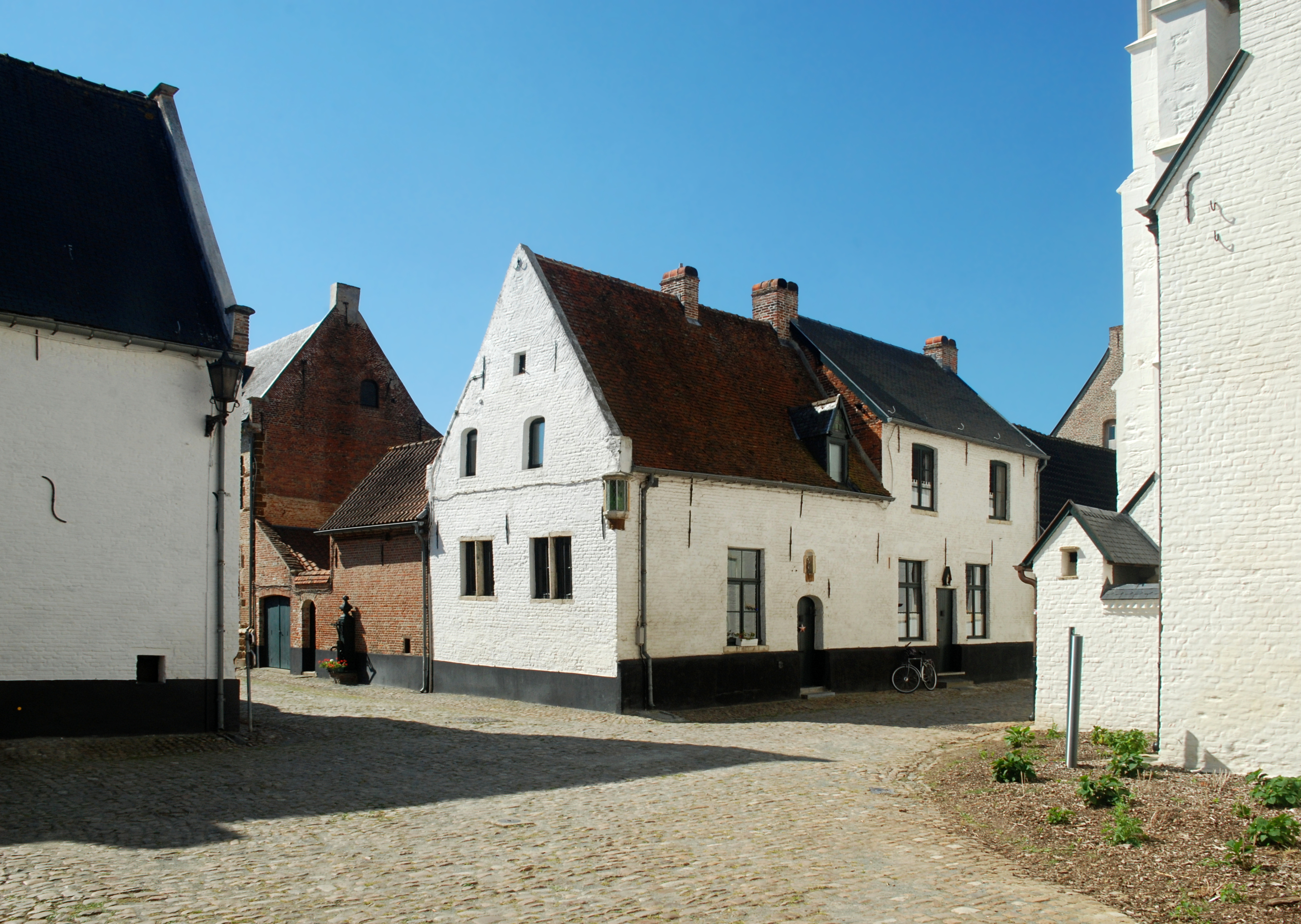
Begijnhof

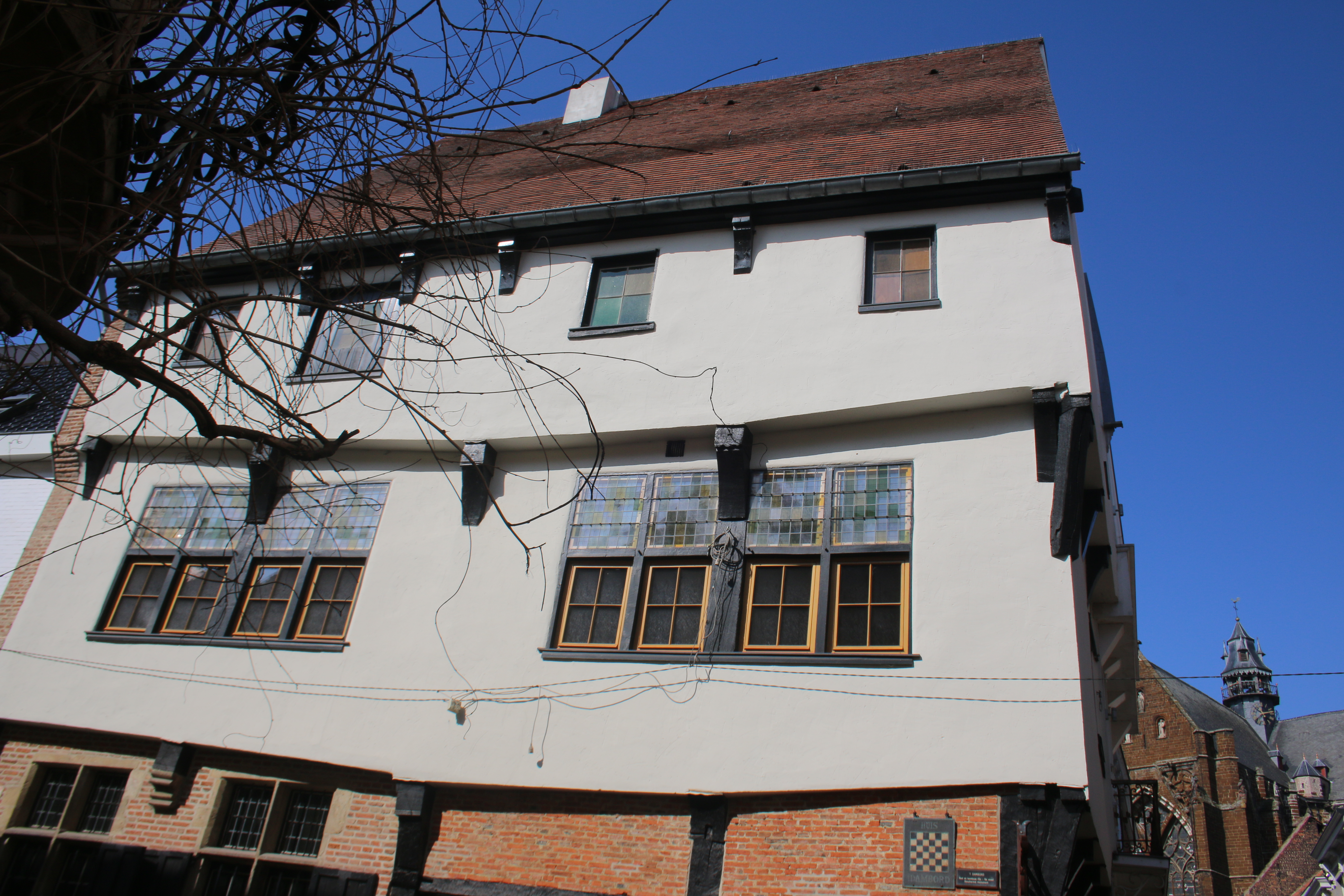
Het Dambord

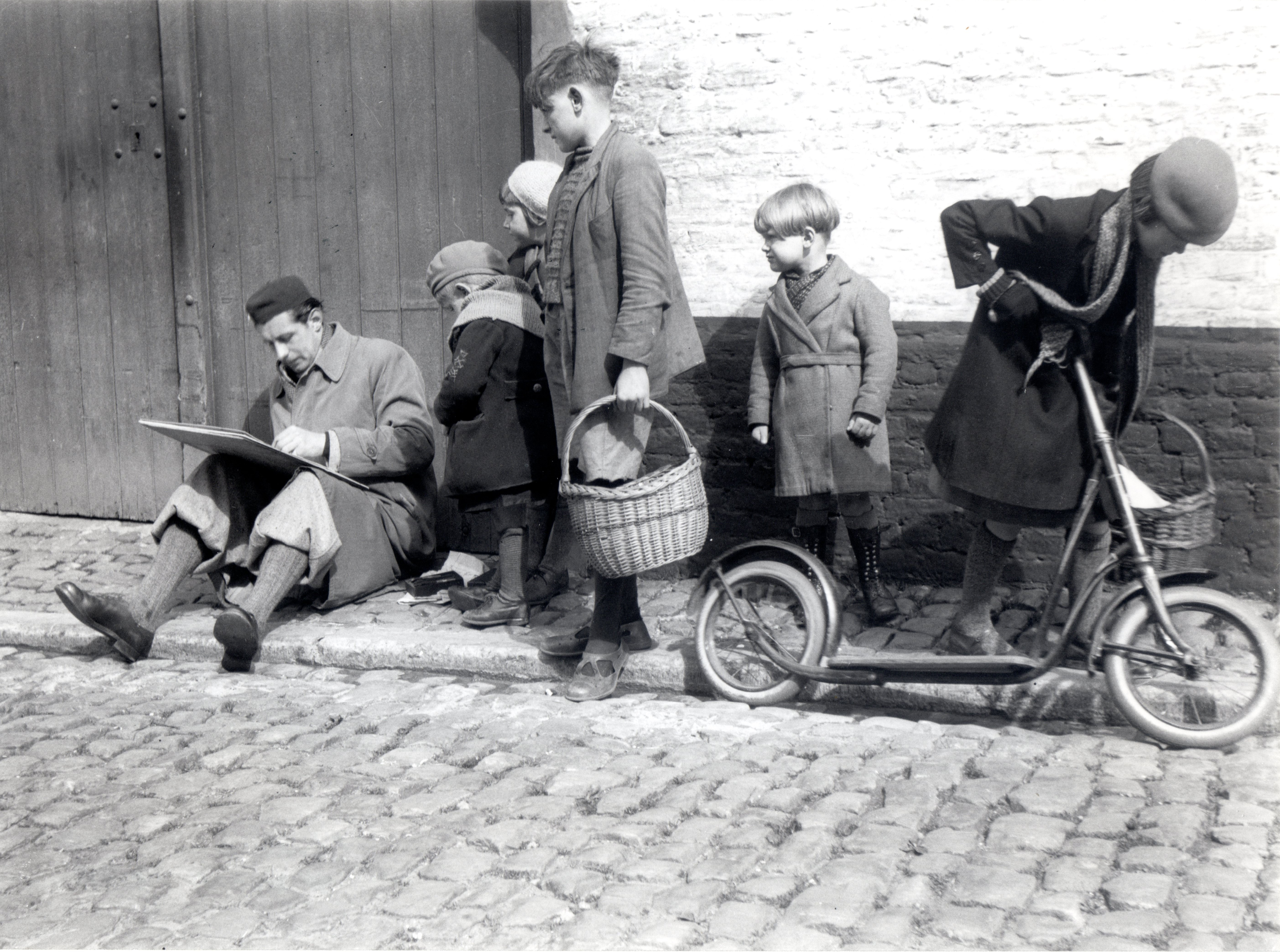
De schilder Lismonde tekent de kerk van Diest (foto Léon van Dievoet, 1936).

Bekende personen die geboren of woonachtig zijn of waren in Diest of een andere significante band met de stad hebben:
- Jan van den Dale (ca. 1460-1522), rederijker en schilder
- Nicolaes Cleynaerts (1493-1542), humanist (standbeeld op de markt)
- Jan Berchmans (1599-1621), jezuïet
- Franciscus Lijftocht (1638-1683), dichter en augustijn
- Louis Cruls (1848-1908), astronoom en onderzoeker
- Desiré Duwaerts (1850-1901), beeldhouwer
- E.H. Felix Moons (1869-1918) priester en oorlogsheld (de straat waar zijn geboortehuis staat werd in 1919 de Felix Moonsstraat)
- Mark Macken (1913-1977), beeldhouwer
- Omer Vanaudenhove (1913-1994), minister van staat
- Dré Steemans (1954-2009), Felice, radio- en televisiepresentator
- Emile Degelin (1926-2017), film- en televisieregisseur, filmproducent, filmeditor en -docent, scenarioschrijver en schrijver
- Bob Stouthuysen (1929-2025), bestuurder
- Marc van den Abeelen (1945), politicus
- René Vlaeyen (1947), televisieproducent
- Liliane Saint-Pierre (1948), zangeres
- Dree Peremans (1949-2022), schrijver en radiomaker
- Felix Alen (1950-2021), kok
- Geert de Jong (1951), actrice
- Luc Vankrunkelsven (1956-2023), norbertijn en landbouwpublicist
- Guy Swinnen (1960), frontman van The Scabs
- Bruno Versavel (1968), profvoetballer
- Marleen Renders (1968), atlete
- Kathleen Vandenhoudt (1969), zangeres
- Mario Aerts (1974), wielrenner
- Timmy Simons (1976), voetballer
- Jorunn Bauweraerts (1979), zangeres van de folkgroep Laïs
- Marieke Vervoort (1979-2019), paralympisch atlete
- Bert Leenaerts (1980), atleet
- Andreas Smout (1990), atleet
- Dylan Teuns (1992), wielrenner

## Stedenbanden
Diest maakt samen met de Nederlandse steden Breda, Buren en Steenbergen, de Duitse stad Dillenburg en de Franse stad Orange deel uit van de Unie van Oranjesteden.

## Galerij

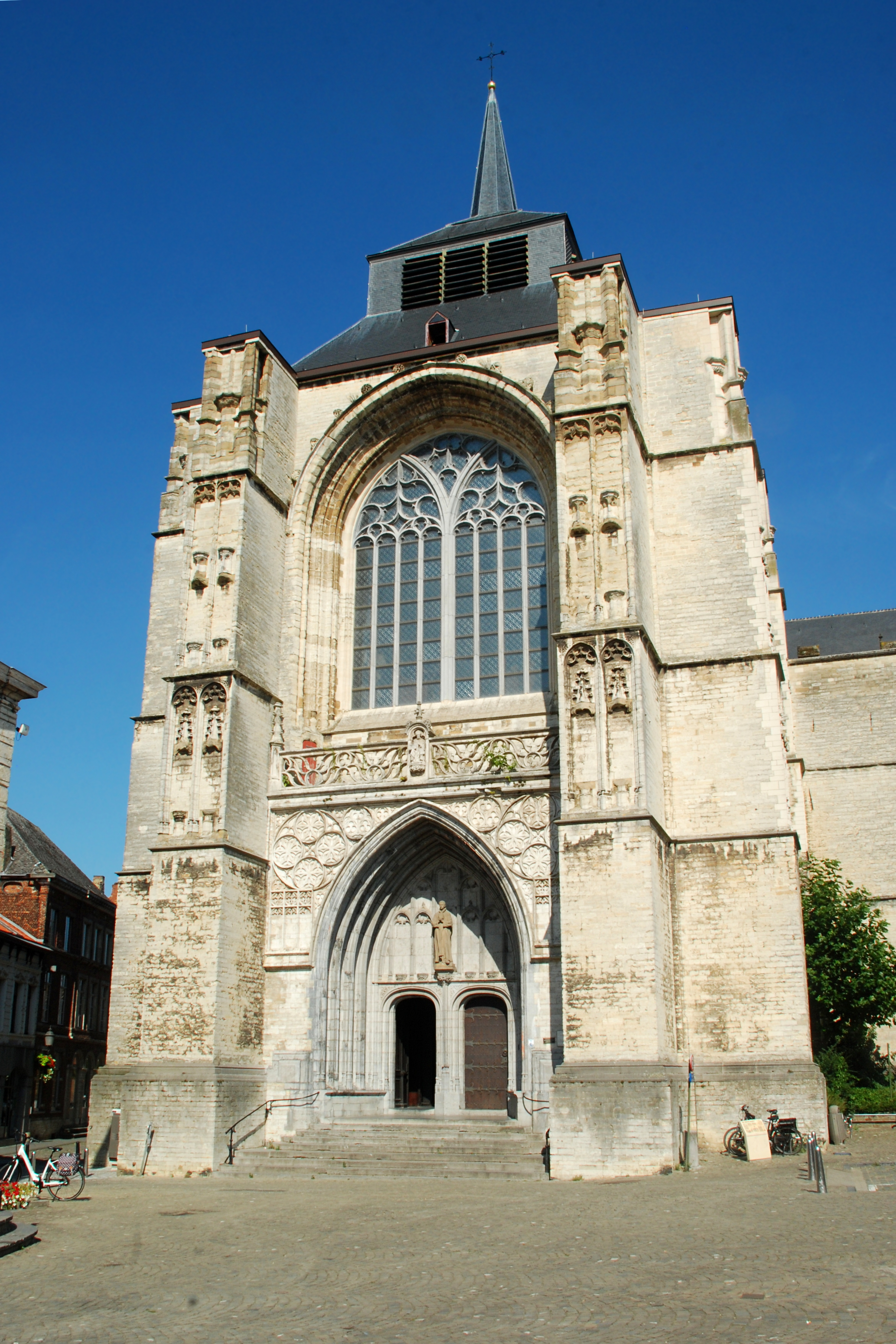
Sint-Sulpitiuskerk
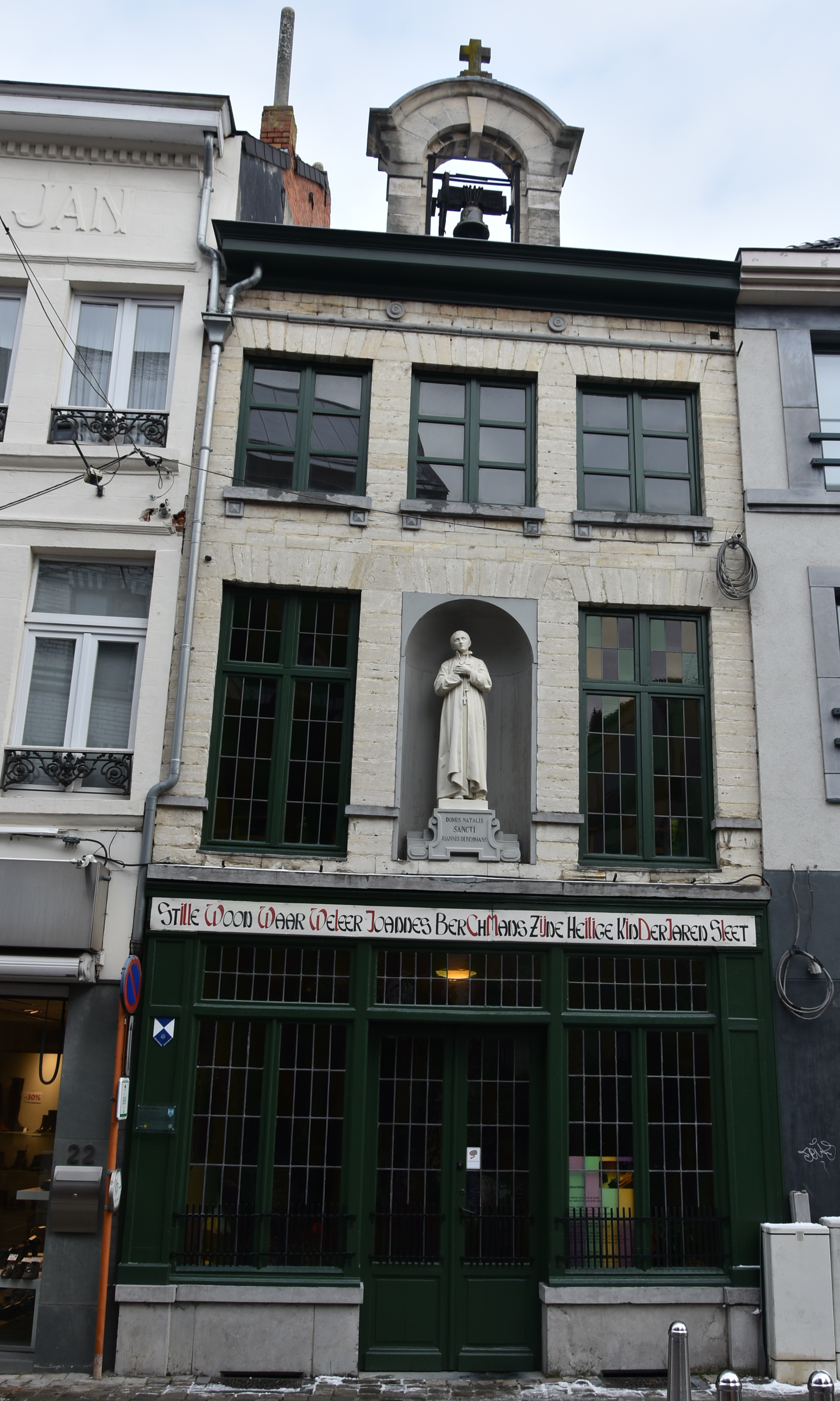
Geboortehuis van Jan Berchmans
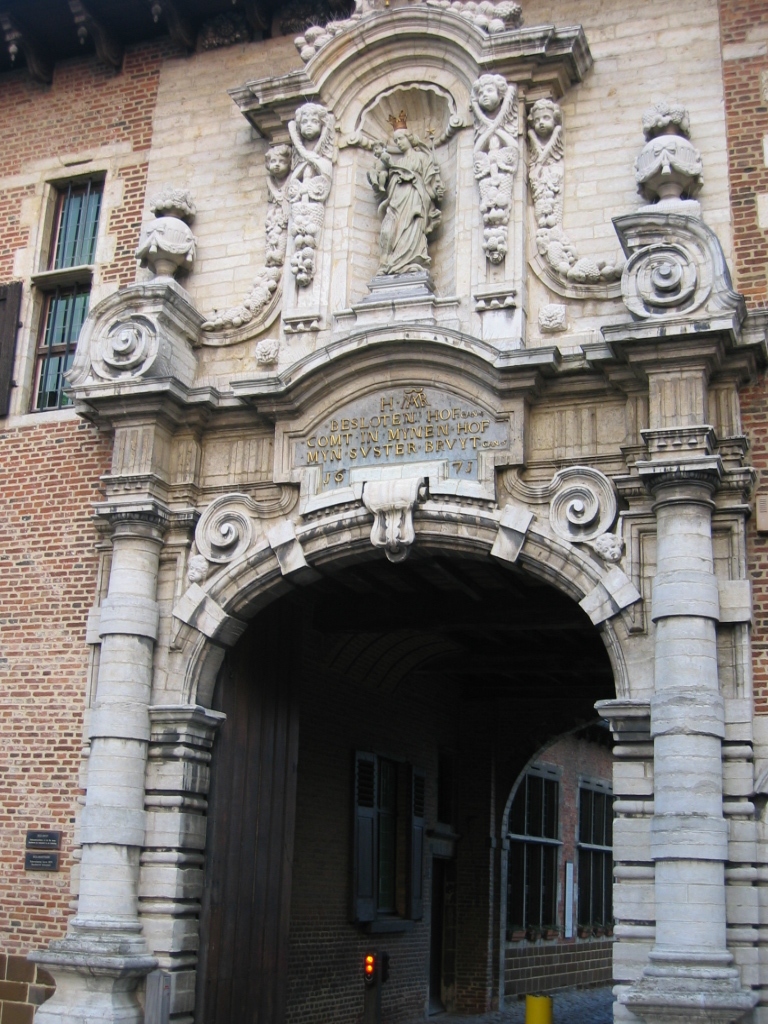
Ingang van het begijnhof
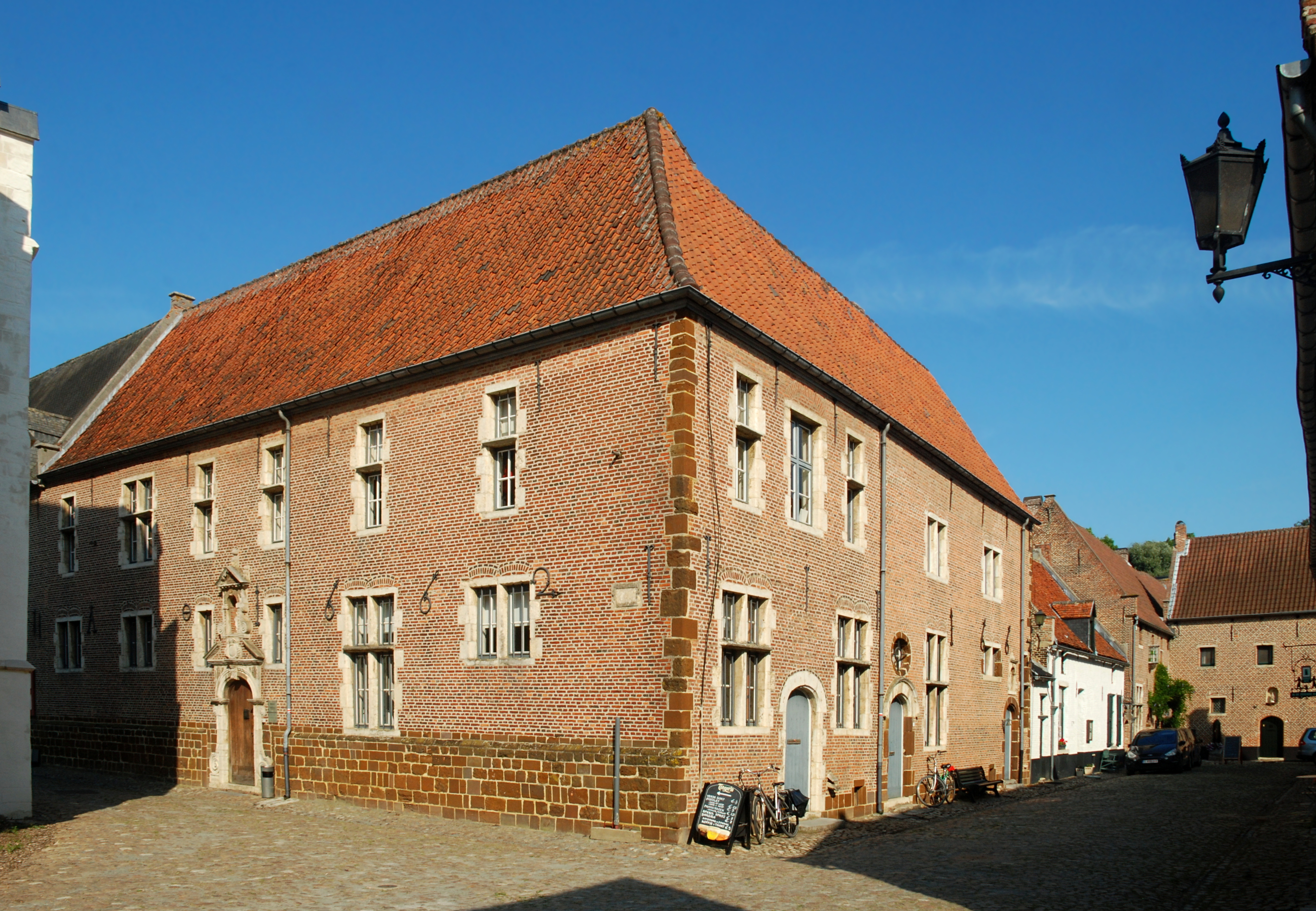
Begijnhof

## Nabijgelegen kernen
Kaggevinne, Assent, Webbekom, Schaffen, Okselaar, Molenstede